# Osiedle Młodych (Warszawa)
Osiedle Młodych – osiedle mieszkaniowe znajdujące się na Grochowie, w dzielnicy Praga-Południe w Warszawie.

## Opis
Na terenie, na którym znajduje się osiedle, do początku XX wieku istniał fort XIA Twierdzy Warszawa.
Osiedle zbudowała Robotnicza Spółdzielnia Mieszkaniowa „Osiedle Młodych” założona pod patronatem „Sztandaru Młodych” w celu zaspokojenia potrzeb mieszkaniowych młodych małżeństw. Pierwsze mieszkanie oddano do użytku w 1959. Osiedle nazywano także żartobliwie osiedlem Bezdomnych Kochanków, gdyż jego lokatorzy byli ludźmi młodymi bez mieszkań. Nawiązuje również do tego nazwa jednej z ulic osiedla, Romea i Julii.
Domy wzniesione w latach 1957–1960 zbudowano z wykorzystaniem tradycyjnych metod budownictwa rzemieślniczego przy czynnym udziale członków spółdzielni – młodych murarzy, tynkarzy i instalatorów. 
Pierwszy kompleks mieszkaniowy dla 3500 osób, zaprojektowany przez Stefana Ciechanowicza i Tadeusza Kobylańskiego, powstał w rejonie ulic Garwolińskiej i Wspólnej Drogi. Później zbudowano drugą część, sięgającą ul. Grochowskiej, a całość nazwano osiedlem Szaserów.